# 超時空要塞兵器
本列表為日本動畫超時空要塞及其系列作品的登場機體。

## 地球統合軍／新地球統合軍

### 一般兵器
F-14+雄貓戰機（Tomcat）
隸屬以美國和北約為主體的統合軍，是統合軍成立初期所依重的空優戰鬥機。
雖然利用ASS-1上的OTM科技進行改良，但仍不敵SV-51。
F-117夜鷹戰鬥機（NightHawk）
與F-14相同廣為統合軍使用。
B-2幽靈式隱形戰略轟炸機（Spirit）
S-3維京式反潛機（Viking）
SH-60海鷹直升機（シーホーク）（SeaHawk）
M1艾布蘭主力戰車（エイブラムス）（Abrams）
統合軍的地面戰主力。
半人馬驅逐戰車（チェンタウロ）（Centauro）
Macross Frontier衛星內的地面防禦部隊，在宇宙生物首次入侵衛星內部時前往迎擊。
SB-10/10轟炸機（スターウィン）（StarWing）
統合軍運用OTM科技改良B2轟炸機，於第一次統合戰爭問世，後計劃改良為無人操控。
卡曼契英雄攻擊直升機（コマンチヒーロー）（Comanchero）
第一次宇宙戰爭以前統合軍使用的攻擊直升機，雖然名稱近似RAH-66卡曼契直升機，但實際外觀較接近於Mi-24雌鹿直升機。
SC-27太空梭（スターガチョウ）（StarGoose）
早期廣泛使用的太空梭。
VC-27鮪魚運輸機（マグロ）（Tunny）
早期廣泛使用的運輸機。
VC-33家庭廚房運輸機（マムスキッチン）（Mom'sKitchen）
較VC-27更大型的運輸機。
ES-11D貓眼早期預警機（ネコスアイ）（Cat's Eye）
第一次宇宙戰爭以前統合軍使用的早期預警機。
F203龍Ⅱ型空優戰機（ドラゴンⅡ）（DragonⅡ ）
運用OTM科技研發的低強度空優戰鬥機，用於支援VF系列，可垂直起降，反統合軍的MiM-31一較長短。
FL-200密斯脫拉風噴射戰鬥機（ミストラル）（Mistral）
超高空用噴射戰鬥機，機體大部分是大推力引擎，屬於攔截機型。
復仇者Ⅱ式（アヴェンジャーⅡ）（AvengerⅡ）
第一次宇宙戰爭以前統合軍使用的大氣圈內用艦載攻擊機。
SF-3A槍騎兵Ⅱ型（ランサーⅡ）（LancerⅡ）
第一次宇宙戰爭時期統合宇宙軍大量配屬的宇宙專用戰鬥機，為求達到大量生產而構造簡單，外型酷似巨大的雙管光束槍；SF是SpaceFighter的縮寫。
RC-4E兔子（ラビット）（Rabbit）
宇宙空間使用的小型太空梭，駕駛座前方護罩可降下避免穿越大氣層時高溫及強光。

### 無人戰鬥航空載具
有人駕駛的戰機在進行激烈的非慣性動作時駕駛員需承受高G力，G力過高時駕駛會產生G力昏迷或紅視症，若持續甚至更嚴重時駕駛員即有缺氧或充血而導致極高死亡機率，即便是目前的航空科技也只能提高抗G力而無法完全避免，也因此機體的設計往往受到限制；為此，統合軍提出了「移除駕駛員」並由純機械操控以達到『逼出最高機體性能』的更高層次戰鬥理念；再者，無人駕駛可以完全大幅降低駕駛員的訓練成本，同時機體也因移除駕駛員而減少許多而外的維生或人用操控系統；在此理念下無人戰機應運而生，並在統合戰爭中實戰測試獲得優異成績。統合軍慣將無人機體稱為「鬼魂」（ゴースト）（Ghost）。
QF-2001
於統合戰爭中參與實戰作為戰鬥偵察機，後加掛於VF-0S成為輔助推進器。
QF-2200D
QF-2001的改良升級版，因不需考慮駕駛員限制故機體設計以追求極限為原則，採用前掠翼及向量噴嘴，但因使用渦輪扇發動機所以只能在大氣層內運行。
QF-2200D-A
基本型，機首裝有雷達陣列。
QF-2200D-B
非制式型號，是航空母艦上的整備人員因應戰鬥需要而現地改裝，將機首雷達陣列撤除改於機背加裝與VF-0相同的噴射背包。
QF-3000E
第一次宇宙戰爭中與VF-1一同投入戰鬥，採用了熱核引擎而能在宇宙運行，但AI能力仍不足而無法有效發揮；戰後部分機體增設駕駛座成為有人駕駛偵查機。
X-9
統合軍積極開發的新一代無人戰機，裝設五門雷射砲及大量的導彈匣，同時AI也大幅更新採用了「夏濃的蘋果」整合系統而有絕佳表現；原訂於2040年3月第一次宇宙大戰結束30周年紀念典禮時公開，卻發生「夏濃的蘋果」系統失控暴走甚至侵入並強奪了統合軍的系統中樞，事情落幕後研判過度依賴AI有極大風險因此計畫遭到凍結。
AIF-9B
「夏濃的蘋果」事件10年後，因飛行員短缺而使無人戰機提案再度浮上計畫桌，但考量到之前AI的危險性因此針對AI與機體做了限制，因此只能做為據點的防衛迎擊機。
AIF-7S
X-9的AI和機體升級版，內建「猶大系統」（ユタ.システム）防止AI暴走，一般時是由母艦或有人母機以無線操控，緊急時可釋放操控權還給AI而使機體發揮無人戰機慣有的優異性能；在Frontier船團中與有人戰機進行搭配，後遭到Vajra的電子干擾而導致全滅，因此將無線操控改為超空間通信（Fold通信）。
AIF-9V
AIF-9B的後繼機，由Galaxy船團獨自開發的高性能無人戰機。
QVF-11標靶（ドローン）（Drone）
與X-9一同開發的無人戰機，使用VF-11的機體模組配合「夏濃的蘋果」整合系統，主要做為靶機因此僅配置機砲。

### 人型兵器
人類研究ASS-1得知外星生命體比人類高五倍，因此開始設計能夠與其抗衡的巨大機械，於是以原有的工程用機械人加上OTM科技而開發出人型陸戰兵器；但與傑特拉帝接觸後了解到主戰場為宇宙空間而非地面，因此停止後面生產及研發，原相關任務轉由使用範圍較廣的可變型戰機取代。
HWR-00-Mk.Ⅰ猛獸先行試作型（先行試作型モンスター）（Prototype Monster）
HWR-00原始開發計劃機體全名為「陸上非軌道兵器重型戰鬥機械人」，是人類實戰中最大型的機械人，應用OTM科技的重力制御系統使龐大的機體能順利行動，原裝設四門40公分液冷式加農砲及兩門三連裝軌道砲，並可將雙臂展開成為發射時穩定樁；之後改裝設飛彈發射器成為HWR-00-Mk.Ⅱ並交付量產。其中一台在Macross Zero 第五章“鳥の人”中执行破坏鸟之人的Iconoclasm作战。
破壞者（デストロイド）（DESTROID）
為DESTROY與ANDROID的合稱；統合戰爭時兩方研究ASS-1上的外星科技而研發並廣泛使用的一款人型兵器，為往後人型兵器的濫觴，後此名詞即衍伸而泛指所有的人行機動兵器。
（シャイアン）（CHEYENNE）
早期的人行機動兵器，為MBR及ADR系列的前導機型，利用底部輪及背部噴射背包移動射擊。在Macross Zero 第三章“苍き死闘”中被当做防空炮台使用。
MBR-04-Mk.Ⅵ戰斧（トマホーク）（TOMAHAWK）
MBR為Main Battle Robot的縮寫，高達11.27公尺的複座重型區點防禦戰鬥兵器，MkⅣ型為統合軍正式採用，選擇裝備有多項光學兵器與火箭、導彈、火焰發射器、機關炮，並可依需要進行模組化更換。
ADR-04-Mk.Ⅴ防禦者（ディフェンダー）（DEFENDER）
ADR為Anti-air Diffence Robot的縮寫，高約11公尺的單座防空兵器，裝備四門每分鐘可射擊500發的78公厘防空炮，配合機背的雷達照準系統可進行遠程精密防禦射擊。
SDR-04-Mk.Ⅻ方陣（ファランクス）（PHALANX）
SDR為Space Diffence Robot的縮寫，SDF-1為改善ADR-04關鍵時間火力過於貧弱的問題而研發高約12公尺的單座導彈式防禦兵器，裝備兩個發射匣合計44枚短程導彈，能於極短時間內形成大範圍彈幕，而內設的γ射線雷達最大功率時能對電子設備及人員造成嚴重傷害。
MBR-07-Mk.Ⅱ斯巴達（スパルタン）（SPARTAN）
為對抗巨大的杰特拉帝人而研發高達11公尺的MBR系列單座近距離戰鬥兵器，備有多項基本火力與格鬥戰用爪。
HWR-00-Mk.Ⅱ猛獸（モンスター）（MONSTER）
HWR為Heavy Weight Robot的縮寫，高達23公尺重達285噸以及三位機員成為統合軍陸地機動兵器中最龐大的火力，以戰術火力支援為考量配備四門40公分加農砲及兩個導彈匣，可於必要時換裝發射反應彈。
Ⅱ（デストロイド.シャイアンⅡ）（CHEYENNEⅡ）
的後繼升級版，大幅提昇機體性能。

### 宇宙戰艦
於2009年啟航的SDF-1 Macross在第一次宇宙戰爭之後成為統合政府的精神象徵，之後多艘船艦（包含戰鬥艦與移民船）都被冠上了「Macross」的稱號。
一般而言，被命名為「Macross」的戰艦都是可變形為強攻型（人形）的船艦，擁有一個大型定向能量武器作為主砲（通常被稱為「Macross Cannon」），並載有大量艦載機。

#### Macross級超時空要塞
「超時空要塞」（Super Dimension Fortress，縮寫SDF；「超時空要塞」為漢字寫法）是統合軍的船艦分類之一，其主要特徵為體積巨大。
SDF-1 Macross（マクロス，馬克羅斯）

由1999年墜落在地球的ASS-1（Alien Star Ship-1）重建修復而成的巨大宇宙戰艦，其間並經歷了第一次統合戰爭，促使地球建立了單一政府：地球統合軍；而後又造成第一次宇宙戰爭，使人類瀕臨滅亡，戰爭之後成為統合政府的精神象徵。
SDF-2
統合軍參照SDF-1 Macross的設計，於2003年在月球阿波羅基地開始建造，全長約1620米，最終因第一次星間大戰而無法完成。戰後被新政府改造成一艘可容納十萬人的超長距離宇宙移民船，名為「Megaroad 1」。
SDFN-4 Global
擔任第117號大規模調查船團旗艦，於2048年遭到外星生物Vajra襲擊而墜落Galia4星球。在Galia4被毀後，部份殘骸於附近區域漂浮。命名自SDF-1 Macross艦長、戰後統合政府首任總司令Bruno J. Global。

#### 新Macross級航空母艦
於2030年正式就役的新一代移民船「新Macross級移民船團」主艦分為兩個部份，分別是軍用的戰鬥區（Battle Section）和平民的居住區，以區隔軍方與民間機構。其中，戰鬥部份被分類為「新Macross級航空母艦」，通常名為「Battle」，長約1600公尺，是整個移民船團（包括生活艦和護航戰艦）的旗艦或護航艦隊的旗艦，戰鬥時可以與生活區分離，分離後可以變型人型的強攻型態。

#### 其他Macross船艦
Macross Quarter（マクロス.クォーター）
隸屬Macross Frontier船團，由私人軍事公司SMS擁有和營運的可變型戰艦。全長約450米，體積在Macross船艦中最小，機動性極佳。左舷裝有可分離飛行甲板供戰機升降，必要時可來作發動「Macross Attack」。右舷裝有主炮「重量子反應炮」。

### 其它宇宙船艦
衛星工廠（Factory Satellite）
傑特拉帝的資源及生產工廠，寬達3000公里，第一次宇宙戰爭後部分流離傑特拉帝人仍占據少數衛星工廠。
奧伯特級宇宙驅逐艦（オーベルト）（Oberth）
統合宇宙軍初期廣泛使用的輕型戰鬥支援船艦，可做為調查船、聯絡船、緊急救難船，用途廣泛，艦名皆取自著名科學家。
奧伯特號（Oberth）
奧伯特級一號艦。
戈達德號（Goddard）
奧伯特級二號艦，ブルーノ．Ｊ．グローバル曾任艦長。
齊奧爾科夫斯基號（Tsiolkovsky）
奧伯特級三號艦遭反統合軍脅持後被ブルーノ．Ｊ．グローバル擊沉。
西點級支援母艦（ウェストポイント）
統合軍的戰鬥支援及練習艦，艦內設有變形戰機的模擬地形練習場。
西點號（West Point）
隨SDF-2船團出航。
比金山號（Biggin Hill）
配屬Macross7船團，平時與CV-412亞伯丁護衛航空母艦連結。
阿姆德宇宙航空母艦（アームド）（ARMD）
ARMD即為Armaments Rigged-up Moving Deck的縮寫，為一構造簡單的宇宙用艦載機平台。隨著SDF-1的竣工，宇宙艦隊的構想也逐一實行，做為SDF-1的支援船艦，ARMD的定義為宇宙戰機的發進及回收平台，因此結構上即是將機庫、飛行甲板、迎擊武裝、制御推進器連結在一起，並在艦艏及艉裝設推進器，總計建造16艘。
ARMD-1及ARMD-2
原預定與SDF-1兩舷連接成為一體，但在第一次與傑特拉帝的接觸戰中遭擊沉。
ARMD-9
參加第一次超長距離移民船團。
關塔那摩級級宇宙航空母艦（グァンタナモ）（Guantanamo）
為阿姆德級（アームド）的後繼型，增加作戰力及增設為4座飛行甲板，擁有獨立作戰的能力，平時多與其它船隻接駁。
浦賀級護衛航空母艦（ウラガ）（Uraga）
普罗米修斯級（プロメテウス）的升級版，可於水上航行，平時與一般船隻連結。
CV-404 浦賀（Uraga）
CV-406 賓頓（ブランプトン）（Brampton）
CV-412 亞伯丁（アバディーン）（Aberdeen）
CV-417 凱夫拉維克（ケフラヴィーク）（Keflavík）
CV-565 薩拉托加Ⅱ（サラトガⅡ）（SaratogaⅡ）
北安普頓級高速護衛艦（ノーザンプトン）（Northampton）
沿用監察軍技術開發，用於船團前方哨戒及高速支援而大量建造的小型艦。
天津四級重巡洋艦（デネブ）（Deneb）
大型戰鬥艦，艦名皆取自天鵝座或鲸鱼座主星名。
芻蒿六（デネブ・ダルフィム）（Deneb Dulfim）
土司空號（デネブ・カイトス）（Deneb Kaitos）。
英靈殿級隱匿潛航攻擊航空母艦（ヴァルハラ）（Valhalla）
統合軍特殊作戰艦，擁有匿蹤及單艦Fold航行能力，在發進艦載機時會小幅度變形。
英靈殿Ⅲ（ヴァルハラ）PlayStation
於遊戲《VF-X》中出現的母艦。
新ノプティ・バガニス級（New Nupetiet-Vergnitzs）
為第一次宇宙戰爭中傑特拉帝軍ノプティ・バガニス級指揮艦的改良型，導入地球方面的技術而使外觀呈現混和風格，又稱為ノプティ・バガニスbis級。
山雲級密偵驅逐艦（やまぐも）（Yamagumo）
結合美特蘭蒂與傑特拉帝技術所開發的高速作戰艦。

### 海軍船艦

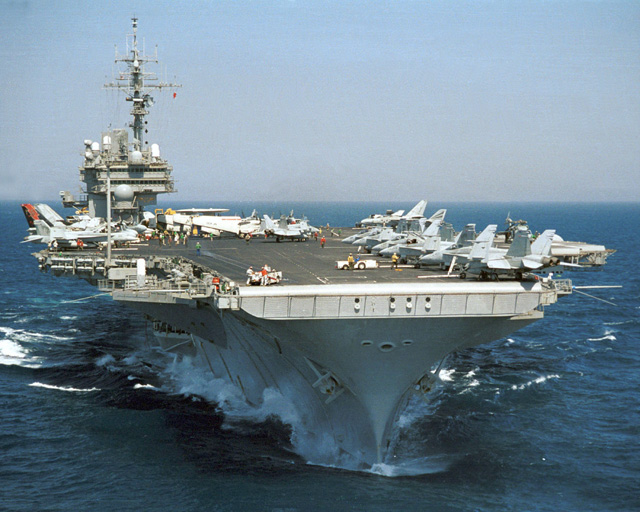
CV-63小鷹號航空母艦

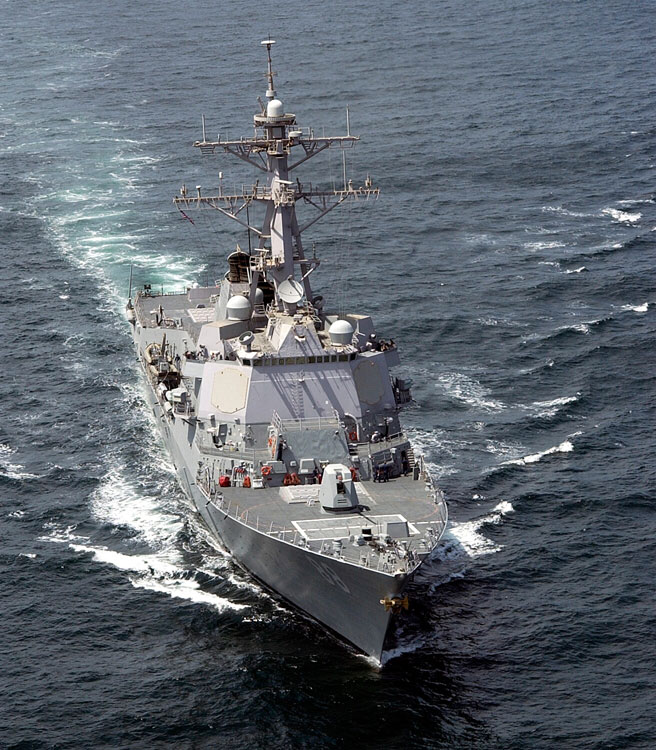
阿利·伯克級驅逐艦

小鷹級航空母艦
光榮號於統合戰爭遭到SV-51重創。
CVN-99飛鳥Ⅱ航空母艦（アスカⅡ）
統合軍應用OTM科技開發的新型航空母艦，備有低功能的匿蹤性。
阿利·伯克級神盾驅逐艦（アーレイ・バーク）（Arleigh Burke）
CVS-101普羅米修斯攻擊航空母艦（プロメテウス）（Prometheus）
為早期設計用於地球圈海域做為VF-1的母艦，長達512公尺，後因事故與SDF-1一同航行並代替ARMD-1對接於SDF-1的左舷，做為VF戰機的額外甲板。另有同型2號及3號艦均於2010年於地球遭傑特拉帝軍擊沉。
SLV-111代達羅斯两栖攻击舰（ダイダロス）（Daedalus）
地球統合軍所建造長達488公尺原定為SDF-1艦隊強襲登陸戰應用的デストロイド母艦，因事故與SDF-1一同航行代替ARMD-2對接於SDF-1的右舷。裝設有針點防護系統（PPB）可於SDF-1變型為強攻型後進行克難的「代達羅斯攻擊」（ダイダロスアタック）。

## 反統合軍
SV-51
反統合同盟用來對抗VF-0的新式機種，較VF-0早投入實戰。
米格-29戰鬥機（МиГ-29）
反統合軍的空中主力。
MiM-31カリョビン（Karyovin）
運用OTM科技而研發的單座三角翼噴射戰機，約與統合軍的F-203相當，配有一門35公厘機砲。
章魚（オクトス）（Octoss）
Octo為拉丁文八或章魚之意，水陸兩用可變型兵器，在水中時將頭部及腿部前後縮起收納成為流線型並使用魚雷進行攻擊，當登陸時變型後可利用四肢爬行或四肢前方的輪子高速移動，備有多項火砲及飛彈。
アゥエルシュテット潛水母艦
由俄國大型戰略潛艇改裝做為SV-51及章魚的發進母艦，後期改良SV-51後可於艦艉如同彈道飛彈般射出海面，但回收SV-51仍需要在水面上進行。
男妖精女武神（フェイオスバルキリー）（Faymale Valkyrie ）
第二次Macross City防衛戰時，反叛傑特拉帝軍奪取了開發中VF-X-11原型機與Fold背包後改裝而成，參雜多樣的傑特拉帝科技，被統合軍方稱為「敵女武神」（エネミーバルキリー）（Enemy Valkyrie），因遭到擊墜而無後續研究。

## 傑特拉帝軍
第一次宇宙戰爭過後傑特拉帝與地球人共組新統合軍，因此之後一部分傑特拉帝軍亦算是統合軍，但為歸類方便仍單獨表記。

### 小型戰鬥兵器
Gnerl
機體比VF-0大的傑特拉帝第一線主力，簡單的莢艙後面連接三具大型火箭外接穩定翼片可以高速戰鬥，宇宙中擔任先鋒而重力下負責空戰，以數量優勢壓陣替後方的部隊開路吸引砲火，武器只有雷射脈衝槍與六顆飛彈。
Heavy Fighter
為傑特拉帝的重攻擊機，四周有防禦的旋轉砲塔，前方可伸出砲管發射威力強大的大口徑粒子砲可對艦攻擊。
Recovery Pod
外觀近似グラージ的工作機。
Aerospace reentry Pod
傑特拉帝人使用的中型太空梭，外型像金字塔。
ECM Pod
電子作戰用圓盤狀機體。
リガード（Regult）
為傑特拉帝軍廣泛使用的廉價兵器，基本上僅是由一武裝載具球體加上一對步行足，做為步兵的低程度防護及火力來源，於重力範圍終無法飛行只能短距離跳躍，緊急時可將足部脫離成為逃生囊；因應不同需求可於頂端加裝不同裝備：
標準型
無額外增裝，武裝為光束砲兩門與對人雷射機槍兩門，在加上背上方對空雷射機槍兩門。
小型飛彈裝備型
取下對空雷射機槍改裝兩組小型飛彈發射匣，機動力稍微降低。
大型飛彈裝備型
將小型飛彈匣改為四枚多彈頭大型飛彈，因過重導致重心不穩與機動力大幅降低。
偵查型
擔任リガード部隊耳目的特殊型式，取消所有武裝改設各種感應器與雷達。
新統合軍式樣
第一次宇宙戰爭結束後，仍需面對部分未歸降的傑特拉帝軍隊，此時地球仍限於半荒廢狀態，因此暫時將原有リガード做白色塗裝後納入統合軍中。
グラージ（Glaug）
原始文化分裂戰爭後期才出現的高級機種，主要做為指揮官機體，在28萬週期前監察軍摧毀了生產的基地後，就成為無修復及研發基因的傑特拉帝軍中之稀有機種；機體性能優異且擁有豐富的武裝與格鬥戰能力，同時可將腿部後收加裝大型推進器進行高機動戰。
ネオ・グラージ（New Glaug）
與人類和平共存後針對原グラージ進行改修，運用VF-4的機體與變型特性融於機體而使外觀與グラージ已有不同，可類似於VF-4的三段變型。
ヴァリアブル・グラージ（Variable Glaug）
傑特拉帝游離分子利用地球技術修改グラージ，機體與ネオ・グラージ近似，後遭統合軍擊敗時接收並進行再改良。
ケルカリア（QUEL-QUALLIE）
原始文化和平時期就已存在的戰略偵查艇，並在分裂戰爭時不斷改良，由三名機員操控，裝有超長距離探測雷達、重力感知雷達、光學電磁波次原子粒子感知器，擁有厚重裝甲可對敵軍進行強行侵入偵查，並利用兩側的長腳附著或步行，同時機複內可搭載リガード或成為緊急逃生艇；因屬於分裂戰爭前的產物故監察軍亦應有相似機體。
ヌージャデル・ガー（NOUSJADEUL-GER）
為ヌージャデル系列的最終型，貫以ガー型號；分裂戰爭時開發用於與クァドラン・ロー對抗的男性傑特拉帝人用倍力服（パワードスーツ）（PowerSuit），主要著眼於宇宙戰的高機動與火力需求，以背部三具噴射器和腿部的制御噴嘴強化機動力，背部及胸部皆有加農砲，因人型適合多種用途加上戰鬥力佳因此成為主力機體；Macross F時曾於宇宙古戰場撿拾已漂流7千年的ヌージャデル・ガー手持光束突擊步槍並仍能正常射擊，顯現傑特拉帝兵器的可靠耐用。

### 中／大型船艦
傑特拉帝人習慣將船艦主導者的名稱直接用於船艦名。
超巨大母艦／要塞（Fulbtzs-Berrentzs）
高達1400公里寬達600公里的菱形超巨大移動要塞，為傑特拉帝軍主力艦隊的中樞，下轄多個中型艦隊，在銀河系傑特拉帝人約有一千個要塞（即約有一千個主力艦隊），內部龐大足以容納多量戰鬥艦。所謂的第一次宇宙戰爭是他們對地球行動而出動其中一個要塞，即當初「林明美作戰」擊破フルブス・バレンスⅣⅡⅩⅠ要塞而獲得勝利。
中型艦隊指揮用戰艦（ノプティ・バガニス）（Nupetiet-Vergnitzs）
長約4000公尺的雪茄形指揮艦，重達一億七千萬公噸，一般狀況下隸屬於母艦而統轄中型艦隊，內部空間寬廣可依需要擴充；新統合軍1號艦ノプティ・バガニスⅩⅪⅢⅠ即是此類型。
艦隊指揮用戦艦（ケアドゥル・マグドミラ）（Queadol-Magdomilla）
長約3000公尺的小型艦隊指揮中心，重達一億三千萬公噸，在設計上可將前半段分離成為突擊艦並衝入大氣層，後半部滯留於軌道上指揮，但相對的結構較為脆弱。
行星強襲登陸艦（キルトラ・ケルエール）（Quiltra-Queleual）
長約3000公尺的強襲航空母艦，重達一億五千萬公噸，內部配屬多量的戰鬥兵器與登陸艙，火力貧弱但考慮戰鬥時衝陣的危險而有強大的裝甲，非戰鬥時用於物資補給運送。
標準戰艦（スヴァール・サラン）（Thuverl-Salan）
長約2000公尺的標準船艦，重約3950萬公噸，生產數量最多而構成傑特拉帝軍的主幹。
中型砲艦（Quiltra-Quelamitz）
長約1500公尺的砲艦，與ASS-1約同等級，戰鬥時艦體會往上下分開並發射強力光束主砲。
斥候艦
長約500公尺的中型哨戒船艦。

## 美特蘭蒂軍
メルトランディ軍（Meltlandi）即為由女性構成的傑特拉帝軍。
ラプラミズ級機動要塞
長500公里、高270公里的メルトランディ指揮中心，由無數的水晶雲母狀薄板構成外觀且能自我再生，中樞部運用生物光學投射巨大的人像作為情報傳遞及總和意志。
艦隊指揮艦
美特蘭蒂軍最大型的戰艦，艦橋與艦身可分離。
強襲揚陸艦（Assult Landing Ship）
用途類似人類的航空母艦。
標準戰艦
美特蘭蒂軍的主要火力艦艇，擁有大量攻擊武裝。
大型巡防艦（大型フリゲート艦 ）（Heavy Frigate）
中型的戰鬥船艦。
高速巡洋艦
高速支援艦艇。
中型長射程砲艦
即墜毀地球之ASS-1的同型艦，全長約1200公尺，艦體即為一巨大的砲身，左右分開即可發射重型粒子砲。
中型短射程砲艦
中型戰鬥艦，可利用大型推進器進行短程Fold衝入敵陣破壞，首位星際婚禮的女性米莉亞.法莉（ミリア・ファリーナ）在第一次宇宙戰爭時即指揮同型艦。
斥候艦（ピケット艦）
中小型艦艇，用於艦隊外圍警戒。
クァドラン・ロー（Queadluun-Rau）
為美特蘭蒂軍的制式戰鬥強化衣，針對美特蘭蒂人優異的肉搏戰及耐高G力而設計，胸部直接連接腿部而無腰身，機身為獨特曲面，同時裝備大型推進器以及多種對空兵器，王牌飛行員多愛使用此款；後期部分型式增設「VectorControlSystem」（ベクトルコントロールシステム）減低G力，此技術後來即應用於YF-21與VF-22。第一次宇宙大戰結束後，融合兩方技術提昇能力後成為統合軍中美特蘭蒂人的愛用裝備。米莉亞.法莉當初即是穿著此型。
クァドラン・ノナ
一般士兵用的クァドラン・ロー低性能量產型，主要配備二連球面式雷射機砲及背部的導彈匣。
クァドラン・レア
又可稱為クァドラン・ローλ（Lambda），クァドラン・ロー的強化型，提昇腕部雷射脈動機槍的功率，並在左肩增裝光束砲。雖與VF-25相較之下十分久遠但優異的機動力卻仍可與VF-25一競高下；Macross Frontier船團的S.M.S.組織即有配用。
クァドラン・キルカ
特殊型，對應音聲力量的原理而強化，為Macross7中馬克斯夫婦的五女恩雅（エミリア・ジーナス）（Jenius Emilia）著用。

## 巴洛塔軍
移民船團メガロード-13在航行中發現バロータ星系並前往移民，同時在其中的編號3198XE第4行星發現原始文化的遺跡，因此統合軍派出3198XE第4行星調查船團，在調查作業途中卻讓一隻高級原始惡魔ゲペルニッチ覺醒，並以精神能量逐漸控制兩船團的乘員；其後開始往銀河中央航行，於途中遭遇Macross 7船團並交戰，統合軍於是將其命名為巴洛塔軍（バロータ）（Vatura）；特徵是使用德語字母及類似吸血鬼般會吸收人類精神能量，兵器來自於原擄獲人類所持兵器加以改裝或是監察軍原有。

### 大型船艦
艦隊旗艦宇宙空母（Fleet Flagship Space Carrier）
長4320公尺的大型母艦，為遙遠以前監察軍與傑特拉帝軍戰鬥時建造，外觀為Y（或U）字型，後中央由主副砲和大型飛彈射氣，前端兩突出部分為500架艦載機的收納和發進處。
新鋭巨大空母 （Large Aircraft Carrier）
長1356公尺的巴洛塔軍中第二大艦艇，外觀類似細長的無花果可張開成為彈射甲板，可以快速發射大量艦載機。
突撃艦（Assault Ship）
為864公尺的中型戰艦，有大量的武裝與防禦裝甲，前方可讓艦內80架艦載機變型成人型後起降，原始惡魔ギギル便是使用這型做為旗艦。
標準戰列戦艦（Standard Battleship）
長600公尺的巴洛塔軍標準船艦，擁有對艦飛彈和折射光束砲，艦艏有大型甲板讓大型兵器起降。
高速遊撃巡宙艦（High-Speed Space Cruiser）
長366公尺的高速艦，與美特蘭蒂軍的中型短射程砲艦類似。
バトロイド大型輸送母艦（Heavy Battroid Transport）
長684公尺的運輸艦，可做為艦載機的運輸、維修、補給母船，並投入戰鬥支援。
前衛快速艦（前衛フリゲート艦）（Vanguard Frigate）
只有168公尺的長度船艦適合短距離偵查和突襲，高速度也適合擔任前後護衛支援。

### 小型兵器
Fz-109 エルガーゾルン（Elgerzorene）
2025年將擄獲的VF-14改造後而成，性能接近VF-17，飛行駕駛艙完全封閉，有精神能量吸收光束可吸收並儲存；分為一般的A型與指揮官用的F型，原始惡魔ギギル即是駕駛F型。
Az-130パンツァーゾルン（ Panzerzorene）
巴洛塔軍將原有的可變攻擊機VA-14改造而成，比Fz-109擁有更強的推力、火力、防御力，在重力下較寬闊的翼面也能有較好的滯空力，人型外觀也更厚重；一般飛行員駕駛的是A型。
FBz-99 ザウバーゲラン（Saubergeran）
改造自可變型炸機VAB-2D，為王牌飛行員用機體，擁有寬但短的機身，原始惡魔ガビル即駕駛G型。

## Vajra
Vajra（バジュラ）為襲擊移民船團的甲蟲型態生命體，新統合軍對期代號為「ビクター」，擁有類似《能量轉化裝甲》的外殼，能釋放妨礙電波使遙控無人兵器失效，能從體內產生並發射類似於飛彈的物體，可互相溝通交換累積戰鬥經驗並逐漸進化使原有武器無效，一般成蟲即具備單獨超空間航行（Fold）能力，構造上僅有極小的腦容量，但戰鬥時會多數一起協調行動並有埋伏的戰術，生態類似於蟻群，有女王及小型繁殖個體可產卵；體內有共生菌「V菌」人類接觸後會感染產生V型症候群。
實際上Vajra是原始文化時期就存在並被視為「神」的物種，並將其姿態視為「鳥人」（鳥の人），原始文化即是在接觸Vajra後學習到Fold科技，也因此而發展出偉大的宇宙文明；與已知生物不同，靠腸內的共生V菌思考，並靠體內的Fold水晶做種族間群體思考，有採集Fold礦石的習性因此本能會主動移動至最近的Fold反應發信源；當初是因為探測到與V菌和平共存的蘭花·李（ランカ・リー）發生的Fold波而與人類接觸，卻陰錯陽差導致第117調查團毀滅，而後又受到雪露·諾姆（シェリル・ノーム）體內V菌產生的Fold波誘導而與船團開戰；最後在蘭花與雪露利用歌聲散發Fold波使得Vajra的群體思考接納人類，終而停止攻擊人類。
Vajra群體間有類似歌曲的和鳴,是做為數十萬年一次的交配期,與其他Vajra族群溝通用的「情歌」。
「Vajra」源自於梵文的金剛（वज्र），取「堅不可摧、亦無堅不摧」之義。
Vajra（大）
紅色有六隻腳的較大型Vajra個體，有強大的力量，有強韌的裝甲可抵禦一般的槍彈與飛彈攻擊，第二對腳中藏有機砲，背上有大威力的光束砲可以擊沉小型宇宙船艦，體內可產生並發射近似飛彈的物體，可張開兩對薄翅膀飛行，通常一隻帶領數隻小Vajra。
Vajra（小）
身體白色頭部為尖槍型，尖端有光束砲與飛彈，尾巴有尖銳彎月刃可以格鬥傷敵。
Vajra（幼蟲）
卵孵化後的第一型態，一開始像貓但有碧綠色體毛，會慢慢長出腳，然後會繼續長大脫皮進入第二型態；曾在Frontier船团Island1大量繁殖。
Vajra（第二型態）
幼蟲脫皮後會變成咖啡色長出兩隻腳，有飛行能力，有薄弱裝甲可用輕武器擊破，有攻擊力可殺傷人。
Vajra戰鬥空母
三個往後長柱狀構成的母艦，前方上下打開張開口內部有大功率的能量砲和無數的對空砲，可以無視超空間斷層直接通過所以能夠長距離超空間航行，有類似發射器的器官可以射出戰鬥用的Vajra。
Vajra準女王艦
比戰鬥空母大數倍的要塞指揮艦，有指揮能力可進行夾擊戰等高級戰術，內部有接近女王型態的準女王指輝並可在內繁殖，若遭到擊沉內部準女王死亡則艦隊指揮系統會大亂，同樣可無視超空間斷層長距離超空間移動。
Vajra女王
位於Vajra星軌道上族群的最高指揮，是Vajra群體思考網路的頂端，一般況狀下所有Vajra都不能違逆女王的命令；在Macross Zero出現的「鳥の人」就是原始文化模仿女王姿態而建造的。

## 《超時空要塞 II:再愛一次》中的兵器
《超时空要塞II：再爱一次》並非《超時空要塞》系列的正史，而是平行故事，當中的軍事武器發展歷程因而有異於整個系列。

### 可變型戰鬥機
VF-XX傑特拉帝女武神（ゼントラーディアンバルキリー）
針對傑特拉帝飛行員而設計的改良VF戰機，機體大型化並強化武裝。
VF-2女武神Ⅱ式（バルキリーⅡ）
VF-XX的正式定案型式，較VF-1體積大且運用迥異的變型系統；有SS型宇宙戰用與導入CCV技術的大氣層內用JA型。

### 人型兵器
MBR-04Ⅱ戰斧Ⅱ（トマホーク）
MBR-04的火力加強版。
ADR-04Ex防禦者Ex（ディフェンダーEx）
ADR-04的性能升級版。
SDR-04Custom方陣改（ファランクス改）
大幅增加SDR-04的導彈載彈量為168枚。
巨獸（ジャイアント.モンスター）（Giant MONSTER）
將HWR-00的配備增為六門光束砲，並裝設履帶提昇機動力。
AGA-1JF
Assault-Ground and Air Jet Fighter的簡寫，省略VF-2變型構造的半機器人型態戰鬥兵器。

### 戰艦
馬克羅斯炮艦（マクロスキャノン）
統合軍作為軌道常駐長達4000公尺的超大型決戰兵器；是將四艘ノプティ.バガニス級連結為一體，變型後將能源聚集於艦身中央，可發射與馬克羅斯主砲同級的長程光束砲；同型艦計有六艘。

## 外部連結
- MacrossF官方網站
- Macross公式網站 （页面存档备份，存于）